# Strange Weather
| Оценки критиков               | Оценки критиков |
| Источник                      | Оценка          |
| ----------------------------- | --------------- |
| Allmusic                      | [ 1 ]           |
| The Rolling Stone Album Guide | [ 2 ]           |
| The Village Voice             | A−              |

Strange Weather — студийный альбом британской певицы Марианны Фейтфулл.
Он стал первой полноценной студийной работой, записанной ею после выздоровления от 17-летней героиновой зависимости в 1986 году. Все три предшествующих альбома, выпущенные на лейбле Island Records, были записаны в то время, когда Фейтфулл сталкивалась с различными проблемами личного характера и содержали большую часть текстов и некоторую музыку, написанную ею самой. В отличие от них Strange Weather представляет собой поразительную смесь рока, блюза и дарк-кабаре, и хотя ни одна из песен не была написана Фейтфулл, все они связаны воедино с помощью тонкой и аккуратной продюсерской работы Хэла Уиллнера и группы музыкантов, участвовавших в записи. Заглавная композиция с тех пор стала основным концертным треком Фейтфулл и была записана ещё на трёх пластинках.

## Об альбоме
В 1985 году Фейтфулл записала один трек «Ballad of the Soldier’s Wife» для Lost In The Stars — сборника, посвящённого музыке Курта Вайля, который был создан различными современными исполнителями. В ответ на успех проекта и благоприятные отзывы о вкладе Фейтфулл продюсер Хэл Уиллнер предложил расширенный проект классических композиций, но, как пишет Уиллнер в примечаниях к альбому, он считает, что это «один из тех проектов, которые обычно никогда не воплощаются в жизнь».
Незадолго до своего выздоровления Фейтфулл начала работу над новым альбомом рок-песен, но Island Records отказались от него. Вместо этого Уиллнер вновь взялся за дело, и концепция альбома классических стандартов была расширена, включив в него не только материал, соответствующий эпохи Вейля, Веймарской республики, но и более поздние песни Боба Дилана, два ранних спиричуэлса периода фолка, традиционный фортепианный блюз с аккомпанементом Доктора Джона (указанного как Мак Ребеннэк) и весь новый материал, написанный специально для проекта. Заглавная композиция альбома была написана Томом Уэйтсом и Кэтлин Бреннан, а «Hello Stranger» — Ребеннэком и Доком Помусом. Фейтфулл также перезаписала свой хит 1964 года «As Tears Go By» в заметно иной аранжировке с более медленной синхронизацией и пением на целую октаву ниже, чем в оригинале.
Strange Weather не попал в чарты альбомов США (но попал в чарты Великобритании и Австралии), а его единственный сингл «As Tears Go By» так и не появился в чартах.

## Список композиций
1. «Stranger Intro» (Билл Фризелл[англ.]) — 0:31
2. «Boulevard of Broken Dreams[англ.]» (Эл Дубин, Гарри Уоррен) — 3:04
3. «I Ain’t Goin’ Down To The Well No More» (Хадди Ледбелли, Алан Ломакс, Джон Ломакс) — 1:07
4. «Yesterdays» (Отто Харбах, Джером Керн) — 5:20
5. «Sign of Judgement» (Кид Принс Мур[англ.]) — 2:54
6. «Strange Weather» (Том Уэйтс, Кэтлин Бреннан[англ.]) — 4:05
7. «Love, Life and Money» (Джулиус Диксон[англ.], Генри Гловер[англ.]) — 4:40
8. «I’ll Keep It With Mine[англ.]» (Боб Дилан) — 4:13
9. «Hello Stranger» (Док Помус, Доктор Джон, указанный как Мак Ребеннэк) — 2:30
10. «Penthouse Serenade» (Уилл Джейсон, Вэл Бартон) — 2:34
11. «As Tears Go By» (Мик Джаггер, Кит Ричардс, Эндрю Луг Олдем) — 3:42
12. «A Stranger On Earth» (Сид Феллер[англ.], Рик Уорд) — 3:56

## Участники записи
- Марианна Фейтфулл — вокал
- Билл Фризелл[англ.] — гитары
- Роберт Куайн[англ.] — гитара (6,7)
- Фернандо Сондерс[англ.] — бас (2,4,6-11)
- Майкл Левин[англ.] — скрипка
- Шэрон Фриман[англ.] — фортепиано (2,8)
- Доктор Джон — (в титрах — Мак Ребеннэк) — фортепиано
- Стив Слэгл — альт-саксофон
- Крис Хантер — альт-саксофон, флейта
- Лью Солофф[англ.] — труба
- Гарт Хадсон — аккордеон
- Джей Ти Льюис — ударные, аранжировки валторны
- Уильям Шиммель[англ.] — аккордеон
- Майкл Гиббс[англ.] — аранжировки струнных

## Технический персонал
- Хэл Уиллнер[англ.] — продюсер
- Джо Ферла — запись, сведение
- Тони Райт[англ.] — фотография обложки и вкладышей